# Монако на зимних Олимпийских играх 2018
Монако на зимних Олимпийских играх 2018 года было представлено 4 спортсменами в 2 видах спорта.

## Состав сборной
Бобслей
1. Борис Вайн
2. Руди Ринальди

 Горнолыжный спорт
1. Оливье Жено
2. Александра Колетти

## Результаты соревнований

### Бобслей

#### Бобслей
Квалификация спортсменов для участия в Олимпийских играх осуществлялась на основании рейтинга IBSF (англ. IBSF Ranking) по состоянию на 14 января 2018 года. По его результатам монегаскские спортсмены стали обдадателями олимпийской лицензии в мужских двойках. Её завоевал экипаж под управлением бронзового призёра зимних юношеских Олимпийских игр 2012 года Руди Ринальди.
Мужчины
| Соревнование | Спортсмены               | 1 заезд   | 1 заезд | 2 заезд   | 2 заезд | 3 заезд   | 3 заезд | 4 заезд   | 4 заезд | Итоговый результат | Итоговое место | Отставание |
| Соревнование | Спортсмены               | Результат | Место   | Результат | Место   | Результат | Место   | Результат | Место   | Итоговый результат | Итоговое место | Отставание |
| ------------ | ------------------------ | --------- | ------- | --------- | ------- | --------- | ------- | --------- | ------- | ------------------ | -------------- | ---------- |
| двойки       | Руди Ринальди Борис Вайн | 49,85     | 20      | 49,69     | 16      | 49,68     | 19      | 49,80     | 16      | 3:19,02            | 19             | +2,16      |

### Лыжные виды спорта

#### Горнолыжный спорт
Квалификация спортсменов для участия в Олимпийских играх осуществлялась на основании специального квалификационного рейтинга FIS по состоянию на 21 января 2018 года. При этом НОК для участия в Олимпийских играх мог выбрать только того спортсмена, который вошёл в топ-500 олимпийского рейтинга в своей дисциплине, и при этом имел определённое количество очков, согласно квалификационной таблице. Страны, не имеющие участников в числе 500 сильнейших спортсменов, могли претендовать только на квоты категории «B» в технических дисциплинах. По итогам квалификационного отбора сборная Монако завоевала 2 олимпийские лицензии категории «A».
Мужчины
| Соревнование      | Спортсмены  | Скоростной спуск/ 1 спуск | Скоростной спуск/ 1 спуск | Слалом/ 2 спуск | Слалом/ 2 спуск | Всего   | Место | Отставание |
| Соревнование      | Спортсмены  | Время                     | Место                     | Время           | Место           | Всего   | Место | Отставание |
| ----------------- | ----------- | ------------------------- | ------------------------- | --------------- | --------------- | ------- | ----- | ---------- |
| супергигант       | Оливье Жено | не проводится             | не проводится             | не проводится   | не проводится   | 1:28,80 | 38    | +4,36      |
| комбинация        | Оливье Жено | 1:22,71                   | 47                        | 50,73           | 28              | 2:13,44 | 28    | +6,92      |
| гигантский слалом | Оливье Жено | 1:14,93                   | 48                        | 1:14,16         | 37              | 2:29,09 | 38    | +11,05     |

Женщины
| Соревнование     | Спортсмены         | Скоростной спуск/ 1 спуск | Скоростной спуск/ 1 спуск | Слалом/ 2 спуск | Слалом/ 2 спуск | Всего   | Место | Отставание |
| Соревнование     | Спортсмены         | Время                     | Место                     | Время           | Место           | Всего   | Место | Отставание |
| ---------------- | ------------------ | ------------------------- | ------------------------- | --------------- | --------------- | ------- | ----- | ---------- |
| скоростной спуск | Александра Колетти | не проводится             | не проводится             | не проводится   | не проводится   | 1;45,04 | 27    | +5,82      |
| супергигант      | Александра Колетти | не проводится             | не проводится             | не проводится   | не проводится   | 1:24,01 | 30    | +2,90      |
| комбинация       | Александра Колетти | DNS                       | DNS                       | —               | —               | —       | —     | —          |